# Valentinois
 (juillet 2011).
Si vous disposez d'ouvrages ou d'articles de référence ou si vous connaissez des sites web de qualité traitant du thème abordé ici, merci de compléter l'article en donnant les références utiles à sa vérifiabilité et en les liant à la section « Notes et références ».
Le Valentinois est, au sens géographique strict, la région entourant la ville de Valence, aujourd'hui préfecture du département de la Drôme.
Certains le considèrent comme une région naturelle de France (voir la carte des régions naturelles de France). En ce sens, il correspond à la plaine de Valence.
- À l'est, il est clairement limité par le plateau du Vercors.
- Au nord, sa frontière est moins précise : il peut (ou non) comprendre la rive droite de l'Isère et le Romanais (région de Romans).
- Au sud-est, il s'arrête aux reliefs du Crestois (région de Crest) qui sert de passage vers le Diois (région de Die).
- Au sud, il s'arrête aux reliefs de la vallée de la rivière Drôme.
- À l'ouest, il peut s'arrêter au fleuve Rhône ou comprendre la plaine ardéchoise qui va jusqu'aux contreforts du Massif central.

Avant la Révolution française, il y eut un comté (devenu duché) de (ou du) Valentinois.
Celui-ci s'étendait sur les deux rives du Rhône : la rive droite, du Doux à l'Eyrieux et jusqu'aux montagnes du Velay, et la rive gauche qui avait pour limites au nord la rivière Isère, au sud le Jabron, et à l'est les montagnes de la Raye[réf. nécessaire].
Le comté de Valentinois ne doit pas non plus être confondu avec le comté de Valence qui appartenait aux évêques de Valence.

## Géographie

### Limites géographiques
Le Valentinois est une plaine alluviale s’étendant sur la rive gauche du Rhône moyen. Elle est formée par les basses vallées de deux cours d’eau se jetant dans ce fleuve, l’Isère au nord et la Drôme au sud.
Cette région tire son nom de la cité de Valence, établie sur une terrasse dominant le Rhône, à cinq kilomètres au sud du confluent de l’Isère et à une quinzaine de kilomètres de celui de la Drôme.
À l’est, le massif du Vercors, premier contrefort des Alpes, forme entre ces deux rivières une barrière naturelle continue et parallèle au cours du Rhône à une vingtaine de kilomètres.

### Climat

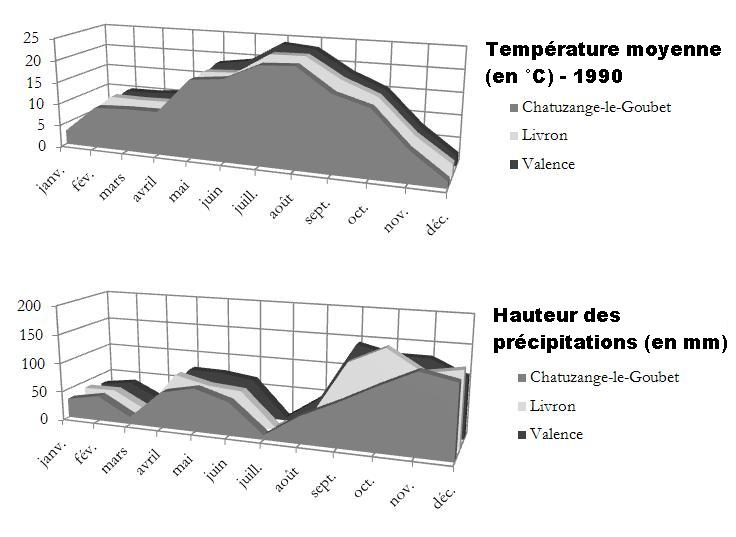
Courbes de température et précipitation dans le Valentinois.

Le Valentinois est une région de transition entre un climat méditerranéen altéré au nord et un climat méditerranéen franc au sud.
C'est le lieu d’une confrontation et d’une étroite interpénétration des influences atlantiques et continentales (accentuées par la configuration montagneuse) d’une part, et des influences méditerranéennes (avec toutes les différences végétales qui en sont le corollaire) d’autre part.
Régulièrement le vent s’engouffre avec violence dans le couloir rhodanien. Le plus fréquent est celui du nord (le mistral), soufflant en moyenne un jour sur trois, attiré par la dépression atmosphérique fréquente sur la Méditerranée (dépression du golfe de Gênes). En hiver, il augmente l’impression de froid et, en été, il rafraîchit l’atmosphère tout en desséchant rapidement les sols. Ce vent chasse les nuages, dissipe les brouillards et évite les gelées printanières en brassant l’air.
Le vent du sud est tout aussi important, tourbillonnant et redoublant de violence sur le rebord des « Monts du Matin » (appellation des falaises du Vercors). Il est souvent annonciateur de pluie.
Les températures et la pluviométrie sont donc marquées par les influences continentales et méditerranéennes. Les moyennes annuelles des températures sont plus élevées que dans la France du nord et les maxima de précipitations se trouvent dans les saisons intermédiaires, plus particulièrement en automne.

### Végétation
Une tendance générale aux caractères méditerranéens est sensible au fur et à mesure que l’on descend vers le sud, plus particulièrement après avoir franchi la basse Drôme. Mais déjà dans la plaine valentinoise, l’adret des collines sablonneuses (par exemple dans la région de Peyrins au nord de Romans, où les pinèdes sont répandues) abrite des plantes nettement méditerranéennes : le romarin, les cistes ou l’hélianthème de l’Apennin.

### Les différentes unités de paysage du Valentinois

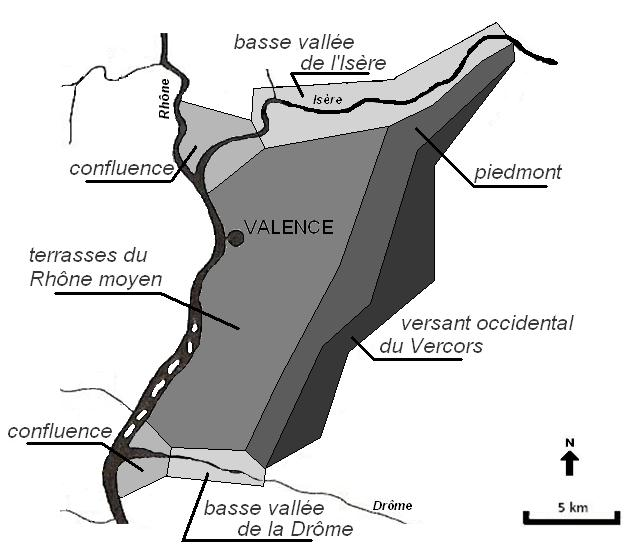
Unités de paysage du Valentinois.

On peut distinguer, dans le Valentinois, différentes unités de paysage :
- Les basses vallées de l'Isère et de la Drôme avec leurs zones de confluence

- Le piedmont, au pied du versant occidental du Vercors

- Les terrasses du Rhône moyen

Le Valentinois est une plaine bordée à l'est par le Vercors, à l'ouest par les coteaux rhodaniens de l'Ardèche. C'est surtout la possibilité en une heure de quitter une ambiance aux accents méridionaux pour rejoindre un environnement montagnard.

#### La plaine de Valence
Vue depuis les ruines du château de Crussol (en Ardèche) ou du plateau du Vercors (après les premiers lacets quittant le col des Limouches), la plaine de Valence apparaît comme une grande surface plane, bordée par deux reliefs qui s'emploient à la laisser dégagée, sans l'étouffer.
Cette plaine de Valence présente une très grande unité car la même organisation physique l'a constituée, celle de terrasses successives. Seuls, l'habitat et les cultures apporteront des variantes, dues d'ailleurs à la nature différente de ces terrasses[Quoi ?].
Initialement, la plaine de Valence est constituée de molasse (la molasse est un sous-sol formé de calcaire mélangé à du sable et à de l'argile). Le Rhône et l'Isère l'ont profondément ravinée sur plusieurs centaines de mètres, donnant ainsi naissance à des vallées qui furent à leur tour remblayées par les cailloux roulés, les limons et les alluvions. Ces alluvions furent elles aussi creusées et formèrent plus d'une dizaine d'étagements que l'on appelle terrasses alluviales.
Dans le modelage de cette plaine, il ne faut pas oublier l'influence fondamentale du torrent de la rive droite et ardéchoise du Rhône : le Mialan. Lui aussi charria un volume important de débris et de matériaux, donnant ainsi naissance à un cône de déjection. Ne pouvant l'entailler, le Rhône dut infléchir son cours à l'est, en direction du site qui accueillera l'implantation de la Valentia romaine.
« Ah ! voici maintenant ta coquette chérie,
Valence sur tes bords veut bien s'épanouir.
N'écoute-t-elle pas, en sa plaine fleurie,
Le murmure des flots dont elle sait jouir ? »
Adèle Souchier
Branches de lilas offertes à mon pays, 1874.
Au XVIIIe siècle, la plaine de Valence était presque uniquement dévolue aux cultures céréalières, et notamment au blé. Cependant, elle manquait souvent d'eau et devait faire face à la sécheresse.
Au début du XXe siècle, le canal de la Bourne (amenant l'eau du Vercors) fut construit pour irriguer la plaine. Cette dernière, de céréalière, put aussi devenir fourragère. Les bœufs et les chevaux rejoignirent les moutons jusqu'alors majoritaires. Avant la Première Guerre mondiale, on y comptait d'ailleurs plus de neuf mille chevaux, qu'ils fussent boulonnais, bretons ou percherons.

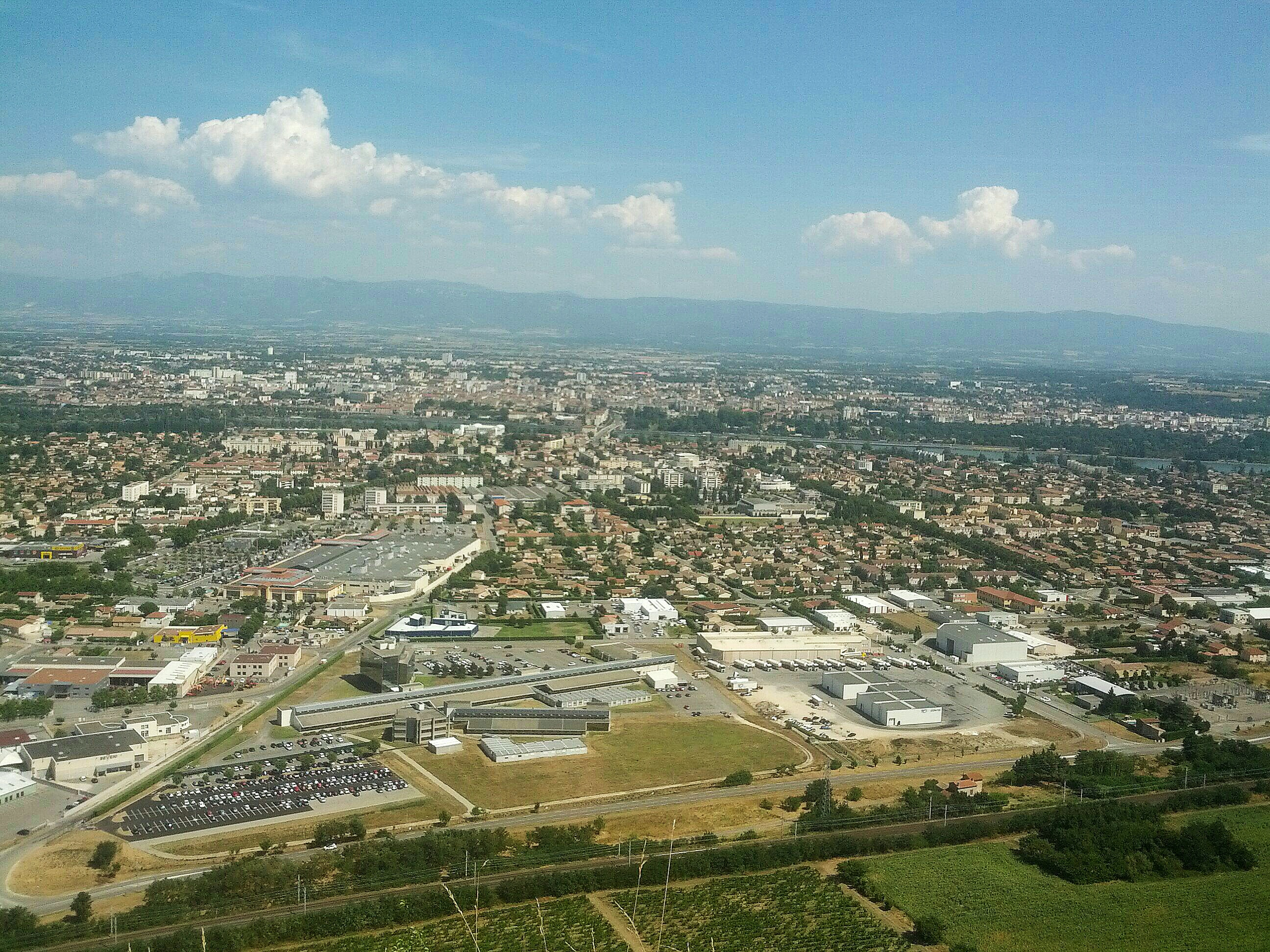
Vue sur Valence.

Aujourd'hui, la plaine de Valence s'organise autour des infrastructures de l'agglomération valentinoise à l'urbanisme tentaculaire. Un certain nombre de communes conservent toutefois leur identité villageoise. Ce sont d'anciens villages agricoles, notamment ceux qui longent le plateau du Vercors. Leur toponymie, datant du Moyen Âge, évoque une installation initiale en hauteur (sécurité) : Montélier, Montvendre, Montéléger, Montoison, Montmeyran, Beaumont-lès-Valence.
Cette plaine est le fruit d'influences géologiques et géographiques variées. La météorologie est elle-aussi importante. Par définition, on appelle « mistral » tout vent du nord descendant la vallée du Rhône à une vitesse au sol supérieure à dix m/s. Il est dû aux différences de températures entre zones méditerranéennes et continentales. Le mistral que les météorologues appellent local, prend, lui, naissance dans la plaine de Valence, puisque la température y est plus élevée que sur les reliefs l'encadrant. Elle devient ainsi une zone d'appel d'air[réf. nécessaire].

#### Les coteaux rhodaniens de l'Ardèche
La puissance de la rivière Mialan rendit abruptes les pentes de sa vallée. Le sol de cette dernière est granitique et imperméable. Sur le cône de déjection créé par le torrent, face au site de Valence, se sont implantés les villages de Guilherand, Granges-lès-Valence, Saint-Péray et Cornas. L'espace est toutefois contraint entre le Rhône et le flanc du relief.
Ces coteaux rhodaniens, par leur personnalité, leurs vignes, leur ensoleillement, sont déjà les portes du Midi. Ils constituent aussi le rebord oriental du Massif central. Ils en sont le rivage bordant le Haut-Vivarais. Là, à quelques encablures, s'ouvrent aussi les portes de l'Auvergne.

#### Le versant occidental du Vercors
Les populations se sont installées au pied du Vercors, souvent à l'entrée de cluses (vallées creusées par une rivière dans un mont). Eau et bois y étaient abondants, tout comme les terrains favorables aux cultures et au bétail. Le sol ayant été complété par les formations calcaires arrachées au Vercors, les terres y sont sombres et lourdes, avec une fertilité relative. L'humidité marquée par la proximité de la montagne favorisa cependant le développement des prairies et des champs de céréales. Parmi les localités implantées au pied du Vercors, nous avons Peyrus, Combovin, le Chaffal, Chabeuil.
Au sud-est, d'autres villages comme Ourches, la Baume-Cornillane, la Rochette bénéficièrent de sites défensifs, ce qui leur permit d'être des foyers du protestantisme, tout comme ceux installés dans les combes. Ce sont les chemins muletiers qui offraient l'unique solution pour franchir ce piedmont, transition entre la plaine et le plateau du Vercors (qui ne fait pas partie du Valentinois).

## Histoire

Blason du comté de Valentinois et de la Maison de Poitiers-Valentinois.

### Le comté de Valentinois
Territoire du royaume d'Arles (933) puis du Saint Empire (1032), le fief du Valentinois et du Diois fut ensuite rattaché au royaume de France. Ses territoires situés sur la rive droite du Rhône, qui correspond au Haut-Vivarais, sont intégrés sous le règne de Philippe III le Hardi lorsque le comte Aymar IV lui fait hommage pour l'ensemble de son comté à l'été 1280 et que le 3 juillet de cette même année le roi le délia de son serment pour les territoires de la rive gauche, du fait des réserves émises par les légistes locaux d'outre Rhône. Ces territoires intégrèrent finalement le royaume en date du 13 juin 1316, durant la régence de Philippe V le Long,.
En 1419 le comte de Valentinois, Louis II de Poitiers, lègue par testament son comté au Dauphiné, legs qui comprend néanmoins des clauses d'exclusions et de substitutions. Il va s'ensuivre un conflit successoral dont les principaux protagonistes sont le seigneur de St-Vallier et son frère l'évêque de Valence tous deux cousins du défunt, le duc de Savoie Amédée VIII, le Dauphin et futur roi Louis XI, le roi de France Charles VII et ses officiers du Languedoc. Ce conflit ne sera réglé définitivement qu'avec le traité de Chinon du 3 avril 1446.
Alors qu'en tant que mouvance, le Valentinois dans son intégralité, rive droite et gauche du Rhône, relevait depuis 1316 du royaume de France, son intégration au Dauphiné induisait en principe une extension territoriale du Saint Empire romain germanique, le Dauphiné en relevant juridiquement.
Il fut toutefois admis que pour les territoires situés sur la rive occidentale, le Valentinois demeurait « la part du royaume », revendication ancienne du roi de France lorsqu'il hérita des terres du comté de Toulouse en 1271, alors qu'à cette date elle relevait pourtant bien de l'Empire. Cette rive droite, bien qu'administrée par les autorités delphinales, le fut également par les agents du roi. Elle ne répondait plus à la définition d'une mouvance et ne correspondait pas non plus à un apanage en bonne et due forme puisque le Dauphin n'obtint pas ce territoire du Domaine royal. Il fut dès lors annexé à celui-ci.
Aucune réserve n'a en revanche été avancée par le royaume pour le Valentinois de la rive orientale, tant il est vrai que le Dauphiné restait inextricablement lié au royaume depuis le traité de Romans conclu le 30 mars 1349. Dès lors cette rive fut nominalement comme le restant du Dauphiné à « la part de l'Empire ».
Dix ans après le traité de Chinon le roi Charles VII en conflit avec le Dauphin pris possession du Dauphiné et régi directement ce territoire à la suite de l'ordonnance du 8 avril 1457. Ses successeurs en firent autant. La rive gauche du Valentinois comme le restant du Dauphiné intégra alors le Domaine royal et cet ensemble cessa définitivement d'être considéré comme à « la part de l'Empire ».

### Le duché de Valentinois

Blason du duché de Valentinois.

Le Valentinois fut érigé en duché-pairie en 1498 pour César Borgia par le roi Louis XII de France. En 1548, le duché est donné à Diane de Poitiers par le roi Henri II de France. 
En 1642, le Valentinois est donnée au prince de Monaco Honoré II par le roi Louis XIII de France. Les princes de Monaco en portèrent régulièrement le titre jusqu'en 1949, date du décès du prince Louis II de Monaco. S'agissant d'un titre de droit français, il ne peut se transmettre par les femmes et il n'y a plus aujourd'hui d'autorité en France ayant le pouvoir d'en effectuer le report en cas d'extinction des mâles.
Utilisé par la famille régnante de Monaco après 1949, pour la princesse Charlotte de Monaco, fille du prince Louis II, et son époux Pierre de Polignac, le titre de duc de (ou du) Valentinois, sans être irrégulier, est un titre de droit monégasque.

## Circonscription administrative et judiciaire
La sénéchaussée de Valentinois (Drôme et sud-ouest des Hautes-Alpes) regroupait les Baronnies, le Diois et le Valentinois.